# كيريتابي تانا ملايو
كيريتابي تانا ملايو بيرهاد ( KTMB ) (جاوية: كريتاڤي تانه ملايو برحد) أو سكك حديد ماليزيا المحدودة هي مشغل السكك الحديدية الرئيسي في شبه جزيرة ماليزيا.
يعود تاريخ نظام السكك الحديدية إلى الحقبة الاستعمارية البريطانية، عندما تم بناؤه لأول مرة لنقل القصدير. كانت تُعرف سابقًا باسم سكك حديد ولايات الملايو الفيدرالية (FMSR) وإدارة سكة حديد الملايو (MRA) ، وقد اكتسبت كيريتابي تانا ملايو اسمها الحالي في عام 1962.  تم تحويل المنظمة إلى شركة في عام 1992 ، لكنها لا تزال مملوكة بالكامل للحكومة الماليزية.

### فهرس
- Shamsuddin، Haji (1985). Malayan Railway, 1885 – 1985: Locomotive Centennial. Kuala Lumpur: Hidayah. ISBN:9679800024.
- Smith، Patrick G. (2006). Malayan Railways: A Brief Introduction. Greenwich, UK: British Overseas Railways Historical Trust. ISBN:1901613011.
- Stanistreet، J. A. (1974). Keretapi Tanah Melayu: the Malayan Railway. Lingfield, Surrey, UK: Oakwood Press. ISBN:0853611327.

## روابط خارجية
- موقع Keretapi Tanah Melayu الرسمي